# Ovalipes
Az Ovalipes a felsőbbrendű rákok (Malacostraca) osztályának a tízlábú rákok (Decapoda) rendjébe, ezen belül a Polybiidae családjába tartozó nem.

## Tudnivalók
Partközelben élő, tengeri rövidfarkú rákfajok.

## Rendszerezésük
A nembe az alábbi 11 faj tartozik:
- Ovalipes australiensis Stephenson & Rees, 1968
- Ovalipes catharus (White, in White & Doubleday, 1843)
- Ovalipes elongatus Stephenson & Rees, 1968
- Ovalipes floridanus Hay & Shore, 1918
- Ovalipes georgei Stephenson & Rees, 1968
- Ovalipes iridescens (Miers, 1886)
- Ovalipes molleri (Ward, 1933)
- Ovalipes ocellatus (Herbst, 1799) - típusfaj
- Ovalipes punctatus (De Haan, 1833)
- Ovalipes stephensoni Williams, 1976
- Ovalipes trimaculatus (De Haan, 1833)

## Képek

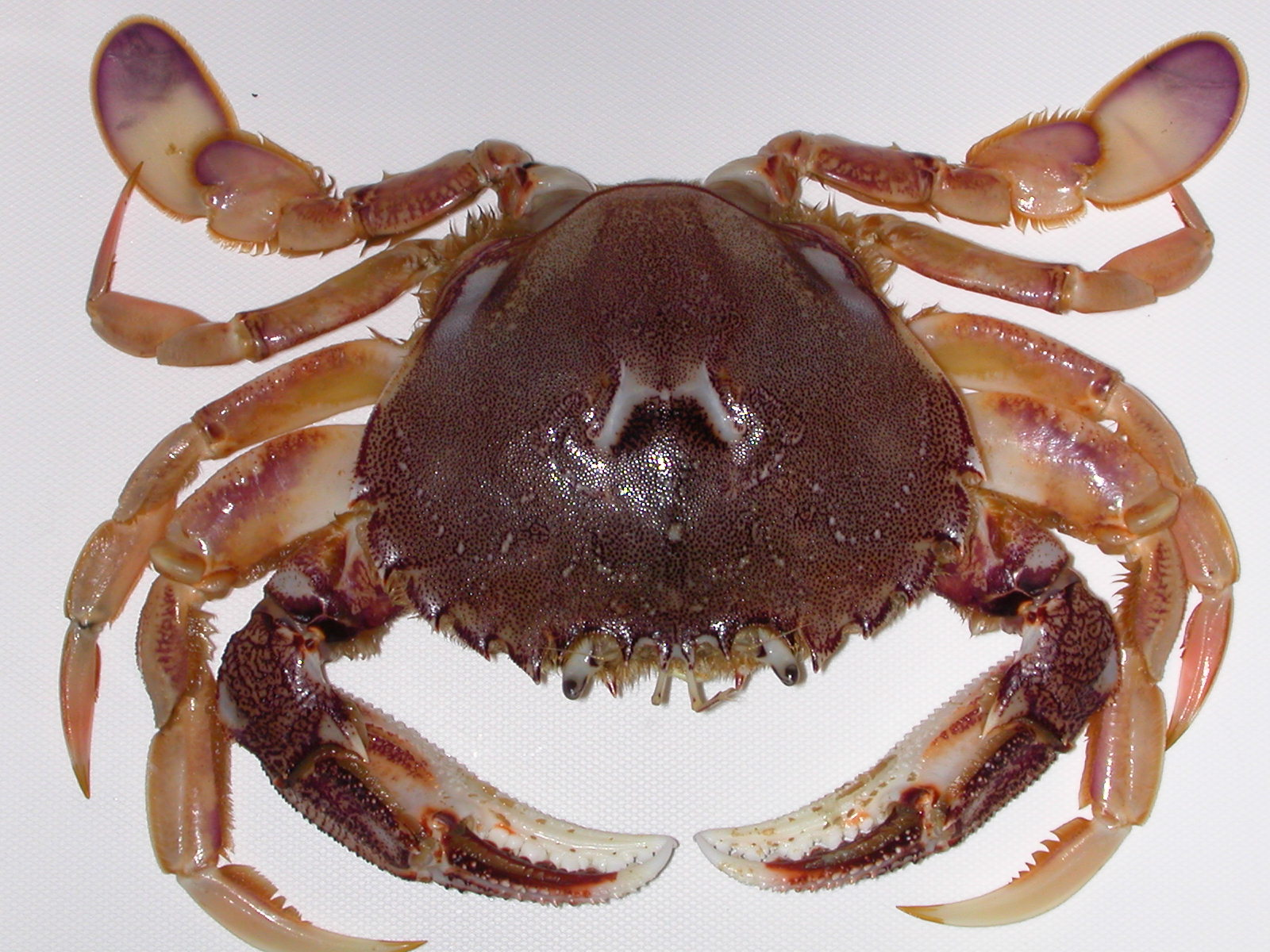
Ovalipes punctatus
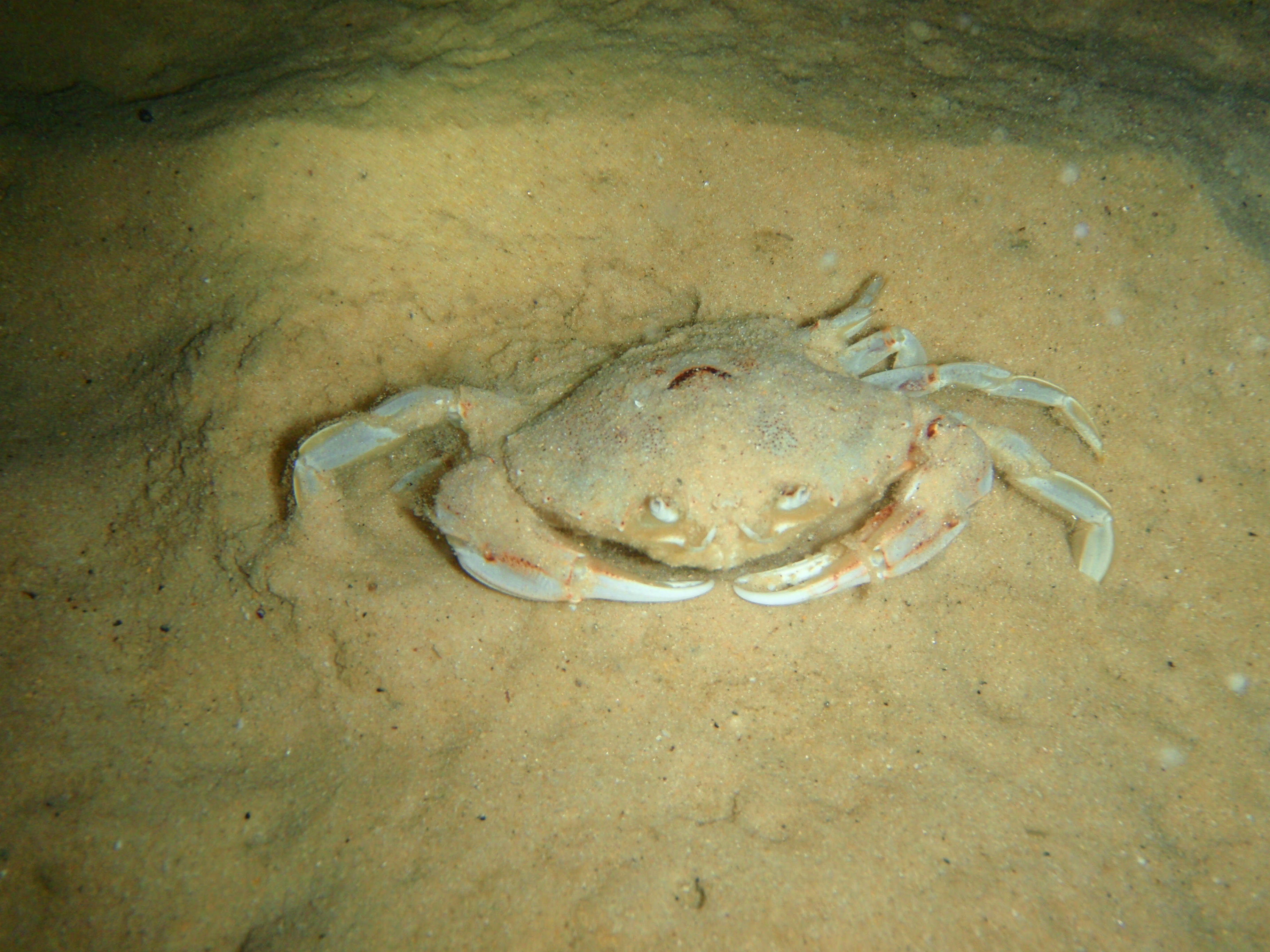
Ovalipes trimaculatus